# Marcos Menha

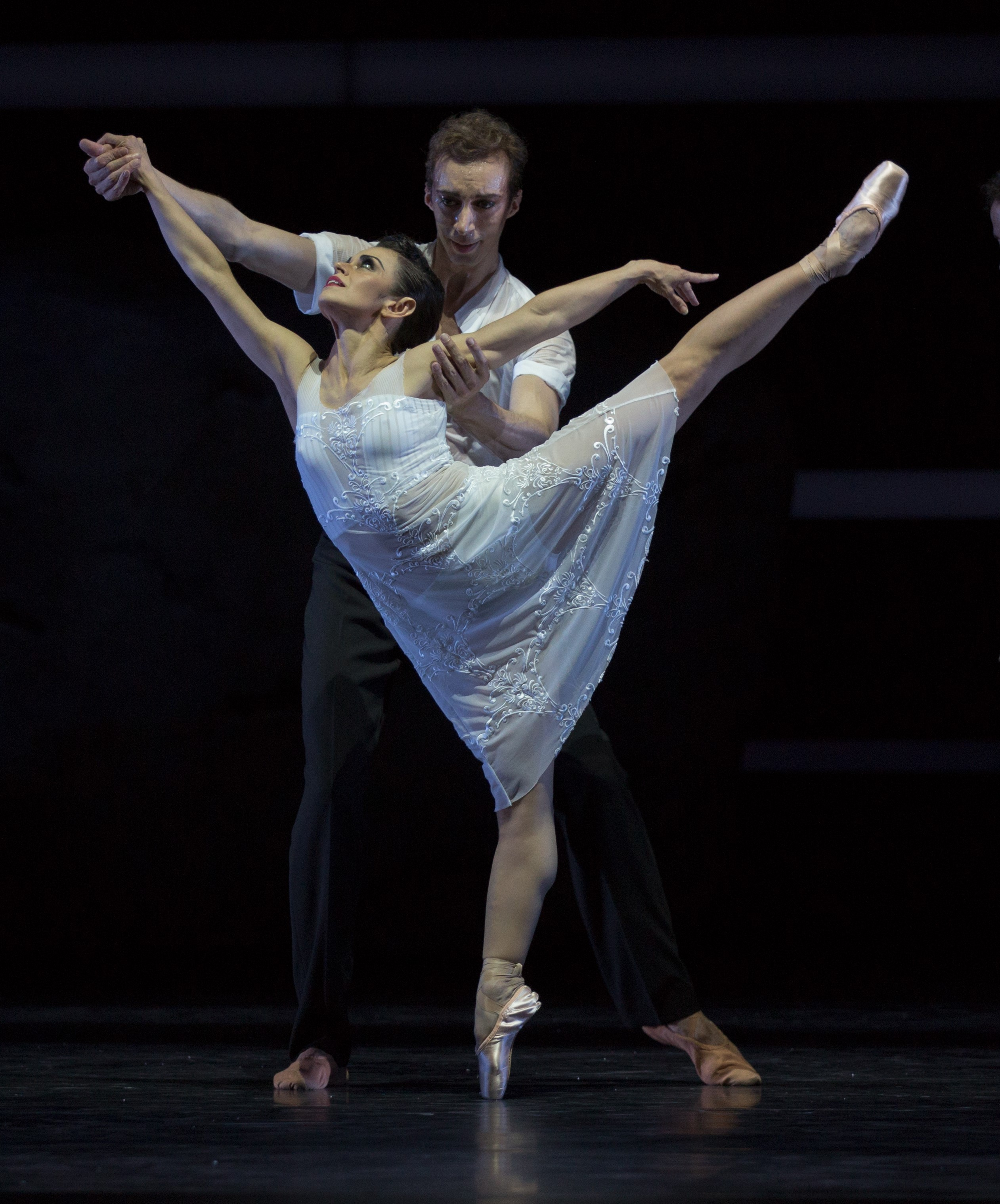
Marlúcia do Amaral und Marcos Menha (2018)

Marcos Menha (* 1983 in Jaú, São Paulo, Brasilien) ist ein brasilianisch-deutscher Balletttänzer. Er war von 2003 bis 2011 Tänzer am Badischen Staatstheater in Karlsruhe und tanzte von 2011 bis 2020 am Ballett am Rhein Düsseldorf Duisburg. Seit der Spielzeit 2020/21 ist er als Erster Solotänzer Teil des Wiener Staatsballetts.

## Leben und Wirken
Marcos Menha absolvierte seine Ausbildung zunächst in São Paulo bei Valeria Mattos, ehe er durch den Gewinn der Silbermedaille beim Internationalen Tanzwettbewerb Brasília ein Stipendium der Tanzstiftung Birgit Keil erhielt und damit an die Akademie des Tanzes Mannheim wechselte. Mit der Spielzeit 2003/04 wurde er Ensemblemitglied am Badischen Staatstheater Karlsruhe und stieg dort unter Birgit Keil 2004 zum Solisten sowie 2008 zum ersten Solisten auf. 2011 wechselte er an das Ballett am Rhein Düsseldorf Duisburg unter Martin Schläpfer. Mit Schläpfer arbeitete er intensiv zusammen und tanzte zahlreiche für ihn zugeschnittene Rollen. Zur Spielzeit 2020/21 wechselte er gemeinsam mit Schläpfer als Erster Solotänzer an das Wiener Staatsballett.
Im Zuge des Neujahrskonzerts der Wiener Philharmoniker 2022 war er zum Walzer Tausend und eine Nacht von Johann Strauss in der Schloss- und Gartenanlage von Schönbrunn zu sehen. Im Jahr darauf war er beim Neujahrskonzert zum Walzer An der schönen blauen Donau in einer Choreographie von Ashley Page zu sehen.

## Repertoire als Tänzer (Auswahl)
- Siegfried in Schwanensee (Choreographie: Martin Schläpfer)
- Torero und José in Carmen (Choreographie: Ray Barra)
- Graf Wronsky in Anna Karenina (Choreographie: Terence Kohler)
- Zinnsoldat in Der Spielmann (Choreographie: Renato Zanella)
- The Love in Wounded Angel (Choreographie: Natalia Horecna)
- Siegfried in Schwanensee (Choreographie: Christopher Wheeldon)
- Colas in La Fille mal gardée (Choreographie: Frederick Ashton)
- Titelrolle in Tschaikowsky (Choreographie: Peter Breuer)
- Dr. Coppélius in Coppélia (Choreographie: Peter Wright)
- Titelrolle in Onegin (Choreographie: John Cranko)
- Prinz Désiré in Dornröschen (Choreographie: Martin Schläpfer)
- Espada in Don Quixote (Choreographie: Rudolf Nurejew)
- Monsieur Duval und Des Grieux in Die Kameliendame (Choreographie: John Neumeier)

## Auszeichnungen
- 2001: Silbermedaille beim Internationalen Tanzwettbewerb Brasília
- 2016: Deutscher Tanzpreis Zukunft[5]
- 2022: Nominierung als Tänzer des Jahres der Fachzeitschrift tanz